# Big Society
Big Society (en español o castellano, gran sociedad) fue la iniciativa electoral defendida por David Cameron, líder Partido Conservador Británico en las Elecciones Generales de Reino Unido de 2010 y que consiguió llegar al poder gracias a una coalición con el Partido Liberal-Demócrata. El propósito es "crear un clima que empodere población local y comunidades, construyendo una gran sociedad que 'tomará el poder por todas partes desde la política y entregarlo al pueblo'"[cita requerida]. La opinión está dividida como si se trató de una política de entendimiento.